# Le Funebri Pompe
Le Funebri Pompe è il settimo album del gruppo punk italiano Porno Riviste.

## Tracce
1. Eh si
2. Candelina
3. Fumo negli occhi
4. Non vedi com'è
5. 1,2,3 Ciccio
6. Automatico
7. Arriverò
8. Hey playboy
9. Tu sai come si fa
10. La peggio cosa
11. Più blu
12. Mi dia del lei
13. Io sono così

## Formazione
- Tommi - chitarra, voce
- Chino - chitarra, voce
- Marco  - basso
- Becio - batteria
- Stefano Morandini - chitarra